# 石村睦
石村 睦（いしむら むつみ）は、日本の女性作曲家、SoundLab MI取締役。

## 略歴
国立音楽大学を卒業、1995年4月にナグザットに入社、「スプリガン・パワード」等のゲームサウンドを手がける。その後、1997年4月にタムソフトへ入社し、同社の本山明燮の部下として10年以上サウンド制作に携わり共にSoundlab MIを立ち上げ独立、2016年10月に法人化したSoundlab MIの取締役に就任。ゲーム作品以外にも、TV番組への楽曲提供や音楽教室の講師などもしている。

## 携わった作品

### ゲーム
1996年
- スプリガン・パワード

1997年
- FIGHTING NETWORK RINGS

1998年
- チョロQ3
- アバラバーン
- Knight & Baby

1999年
- 闘神伝昴

2000年
- オレが監督だ! 〜激闘ペナントレース〜

2001年
- D.N.A. Dark Native Apostle

2002年
- オレが監督だ! Volume.2 ～激闘ペナントレース～
- SIMPLE2000シリーズ Vol.7 THE ボクシング〜REAL FIST FIGHTER〜
- ゼロヨンチャンプシリーズ ドリフトチャンプ

2003年
- SIMPLE2000シリーズ Ultimate Vol.6 ラブ☆アッパー!
- SIMPLE2000シリーズ Vol.27 THE THE プロ野球 〜2003ペナントレース〜
- SIMPLE2000シリーズ Vol.30 THE ストリートバスケ3on3
- 魔界転生
- SIMPLE2000シリーズ Ultimate Vol.15 ラブ☆ピンポン!

2004年
- SIMPLE2000シリーズ Vol.47 THE 合戦 関ヶ原
- SIMPLE2000シリーズ Vol.50 THE 大美人
- SIMPLE2000シリーズ Vol.55 THE キャットファイト～女猫伝説～
- SIMPLE2000シリーズ Vol.57 THE プロ野球2004
- SIMPLE2000シリーズ Vol.61 THE お姉チャンバラ
- ジャイアント・ロボ THE ANIMATION ～地球が静止する日～
- SIMPLE2000シリーズ Ultimate Vol.21 喧嘩上等!ヤンキー番長～伝説の昭和99年～

2005年
- SIMPLE2000シリーズ Vol.80 THE お姉チャンプルゥ～THE姉チャン 特別編～
- エレメンタル ジェレイド-纏え、翠風の剣-
- K-1 WORLD MAX 2005 ～世界王者への道～
- 魁!!男塾
- SIMPLE2000シリーズ Vol.87 THE 戦娘
- K-1 WORLD GP 2005
- SIMPLE2000シリーズ Vol.90 THE お姉チャンバラ2

2006年
- 魔法先生ネギま! 課外授業 乙女のドキドキ ビーチサイド(メイン作曲家、BGM/SE制作)
- SIMPLE2000シリーズ Vol.101 THE お姉チャンポン〜THE姉チャン2特別編〜
- SIMPLE2000シリーズ Vol.110 THE 逃亡プリズナー ～ロスシティ 真実への10時間～
- K-1 WORLD GP 2006
- お姉チャンバラ vorteX ～忌血を継ぐ者たち～
- SIMPLE2000シリーズ Vol.112 THE 逃走ハイウェイ2～ROAD WARRIOR 2050～

2007年
- SIMPLE2000シリーズ Vol.113 THE 大量地獄
- SIMPLE2000シリーズ Vol.114 THE 女岡っピチ捕獲帳～お春ちゃんGOGOGO!～
- SIMPLE2500シリーズ Portable!! Vol.9 THE マイ・タクシー
- ローゼンメイデン ゲベートガルテン
- こころが目覚める男たちの塗り絵DS～タミヤボックスアート～
- SIMPLE2000シリーズ Vol.118 THE 落武者 ～怒獲武サムライ登場～
- SIMPLE DSシリーズ Vol.20 THE 戦艦
- SIMPLE DSシリーズ Vol.21 THE 歩兵 ～部隊で出撃!戦場の犬たち～
- SIMPLE2000シリーズ Vol.120 THE 最後の日本兵～美しき国土奪還作戦～
- SIMPLE DSシリーズ Vol.22 アゲ♂アゲ♂ THE ゼロヨン★深夜
- K-1 WORLD GP 絶対王者育成計画
- SIMPLE DSシリーズ Vol.29 THE スポーツ大集合

2008年
- お姉チャンバラ Revolution
- SIMPLE DSシリーズ Vol.34 THE 歯医者さん
- ガチャピン チャレンジ★DS
- エイリアンクラッシュ・リターンズ
- のりもの王国 DS～YOU!運転しちゃいなよ!～
- SIMPLE2000シリーズ Wii Vol.2 THE パーティーゲーム
- UNKNOWN SOLDIER 木馬の咆哮
- 一騎当千 Eloquent Fist
- プロゴルファー猿
- @SIMPLEシリーズ Vol.1 THE ブロックくずしneo
- 恋するプリン!～恋は大冒険!Dr.カンミの野望!?～

2009年
- ドリームクラブ(ボーカル楽曲以外)
- SIMPLE2500シリーズ Portable!! Vol.12 THE 歩兵2 ～戦友よ、先に逝け～
- 匠レストランは大繁盛!

2010年
- 一騎当千 XROSS IMPACT
- ドリームクラブ ポータブル(ボーカル楽曲以外)

2011年
- ドリームクラブZERO(ボーカル楽曲以外)
- お姉チャンバラ SPECIAL
- 閃乱カグラ -少女達の真影-
- ドリームクラブZERO ポータブル(ボーカル楽曲以外)

2012年
- お姉チャンバラZ ～カグラ～
- Fishing 3D
- たっち、しよっ! 〜Love Application〜
- マージャン★ドリームクラブ
- 閃乱カグラ Burst -紅蓮の少女達-
- ドリームクラブ Complete Edipyon!(ボーカル楽曲以外)

2013年
- ドリームクラブZERO Special Edipyon!(ボーカル楽曲以外)
- 閃乱カグラ SHINOVI VERSUS -少女達の証明-
- @SIMPLE DLシリーズ Vol.13 THE タクシー ～僕はカリスマ運転手～
- 神次元アイドル ネプテューヌPP
- お姉チャンバラZ ～カグラ～ With NoNoNo!
- @SIMPLE DLシリーズ Vol.22 THE 歩兵～戦場の犬たち～

2014年
- ドリームクラブ　ホストガールオンステージ(ボーカル楽曲以外)
- デカ盛り 閃乱カグラ
- ドリームクラブGogo.(ボーカル楽曲以外)
- To LOVEる－とらぶる－ダークネス バトルエクスタシー
- ソニプロ
- 閃乱カグラ2 -真紅-
- 超次元アクション ネプテューヌU
- お姉チャンバラZ2 ～カオス～

2015年
- 閃乱カグラ ESTIVAL VERSUS -少女達の選択-
- 夏色ハイスクル★青春白書～転校初日のオレが幼馴染と再会したら報道部員にされていて激写少年の日々はスクープ大連発でイガイとモテモテなのに何故かマイメモリーはパンツ写真ばっかりという現実と向き合いながら考えるひと夏の島の学園生活と赤裸々な恋の行方。～
- 激次元タッグ ブラン+ネプテューヌVSゾンビ軍団
- VALKYRIE DRIVE -BHIKKHUNI-(サウンドデザイン 効果音制作)

2016年
- 閃乱カグラ ESTIVAL VERSUS -少女達の選択- 桜 EDITION

2017年
- スクールガールゾンビハンター
- 新星抜擢 ドライブガールズ
- 四女神オンライン CYBER DIMENSION NEPTUNE（作曲）
- 閃乱カグラ PEACH BEACH SPLASH
- ガンガンピクシーズ(編曲)
- シノビリフレ -SENRAN KAGURA-

2018年
- しあわせ荘の管理人さん。
- 銀魂乱舞(サウンドエフェクト)

### TV音楽
- 噂の東京マガジン（やってTRY)
- S★1 S★1 PLUS
- ぶらり途中下車の旅
- ごきげんよう

### その他
- アルトリコーダー　ステップバイステップ　第3巻　付属CD5曲目『新緑の香り』[4]

## 賞歴
- ローランド(エディロール)力作コンテスト
  - 第14回総合GP受賞
  - 第20回マスター部門審査員特別賞